# Trimethylbenzeen
Trimethylbenzeen is een organische verbinding met als brutoformule C9H12. De stof is opgebouwd uit een benzeenring met 3 methylgroepen. Er bestaan 3 isomeren:
- 1,2,3-trimethylbenzeen (hemimelliteen)
- 1,2,4-trimethylbenzeen (pseudocumeen)
- 1,3,5-trimethylbenzeen (mesityleen)

Structuurformule van 1,2,3-trimethylbenzeen
Structuurformule van 1,2,4-trimethylbenzeen
Structuurformule van 1,3,5-trimethylbenzeen